# 比果義稀
比果 義稀（ひか よしき、1991年12月23日 - ）は、日本の元ラグビー選手。

## プロフィール
- 京都府京都市出身[1]。
- ポジションはロック(LO)、フランカー(FL)。
- 身長 183cm、体重 95kg
- ニックネームはヒカちゃん。

## 略歴
中学校からラグビーを始めた。
2010年、京都成章高校卒業後、明治大学に入る。
2014年、明治大学卒業後、三菱重工相模原ダイナボアーズに加入。同年9月13日に行われたトップイーストリーグDiv.1第1節の東京ガス戦に先発出場で公式戦初出場を果たす。
2021年、現役を引退した。